# Stereo Luchs
Stereo Luchs (* 1981 in Wiedikon, bürgerlich Silvio Brunner) ist ein Schweizer Sänger.

## Biografie
Stereo Luchs wuchs in Wiedikon auf. In seinen Jugendjahren lernte er Phenomden kennen. Die beiden gründeten eine WG, in deren Heimstudio im Keller das 2007 veröffentlichte Phenomden-Album Style-Generator entstand, auf dem Stereo Luchs erstmals öffentlich in Erscheinung trat. Den Künstlernamen wählte er in Anlehnung an Musikkünstler der 80er-Jahre wie Super Cat und Mad Cobra. Für den Luchs entschied er sich, weil es das einzige grosse Raubtier in der Schweiz ist. Nachdem er sein Architekturstudium abgeschlossen hatte, arbeitete er bei der Zürcher Baudirektion.
2013 erschien das erste Album Stepp usem Reservat über sein eigenes Label Pegelpegel. Bekannter wurde Stereo Luchs, nachdem er 2017 über Island Records das Album Lince herausgebracht hatte.
2018 wurde er für den Swiss Music Award in der Kategorie Best Talent nominiert. Im Jahr darauf wurde er erneut nominiert, diesmal in der Kategorie Best Breaking Act.
Die Musik von Stereo Luchs lässt sich zwischen Dancehall, R&B, Hip-Hop, Afrobeat und sphärischem Pop einordnen.

## Diskografie (Auswahl)
- 2013: Stepp usem Reservat
- 2017: LINCE (Island Records)
- 2019: OFF SEASON (EP, Island Records)
- 2021: Stereo Luchs (Island Records)